# Perseus (Sohn des Zeus)

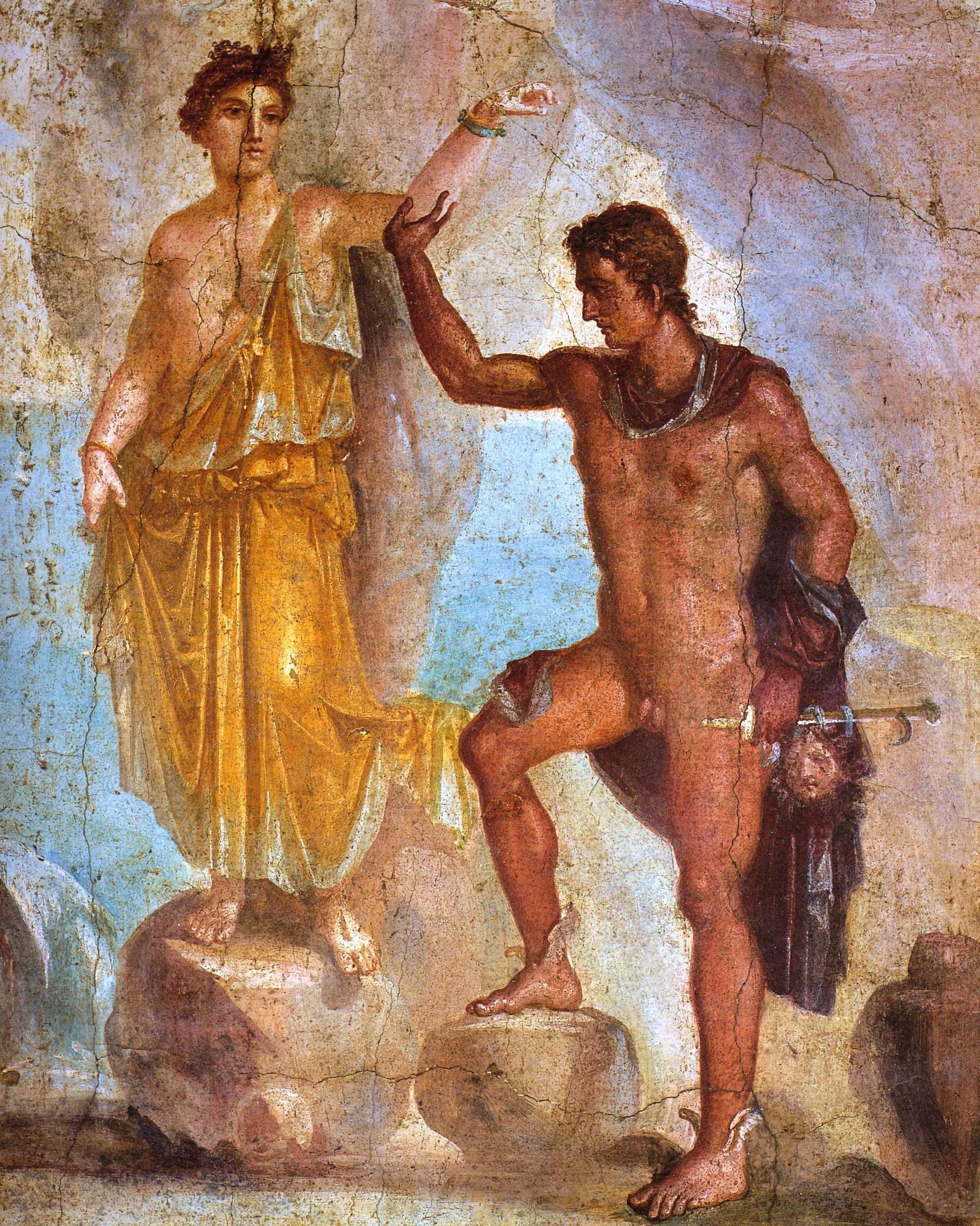
Andromeda und Perseus

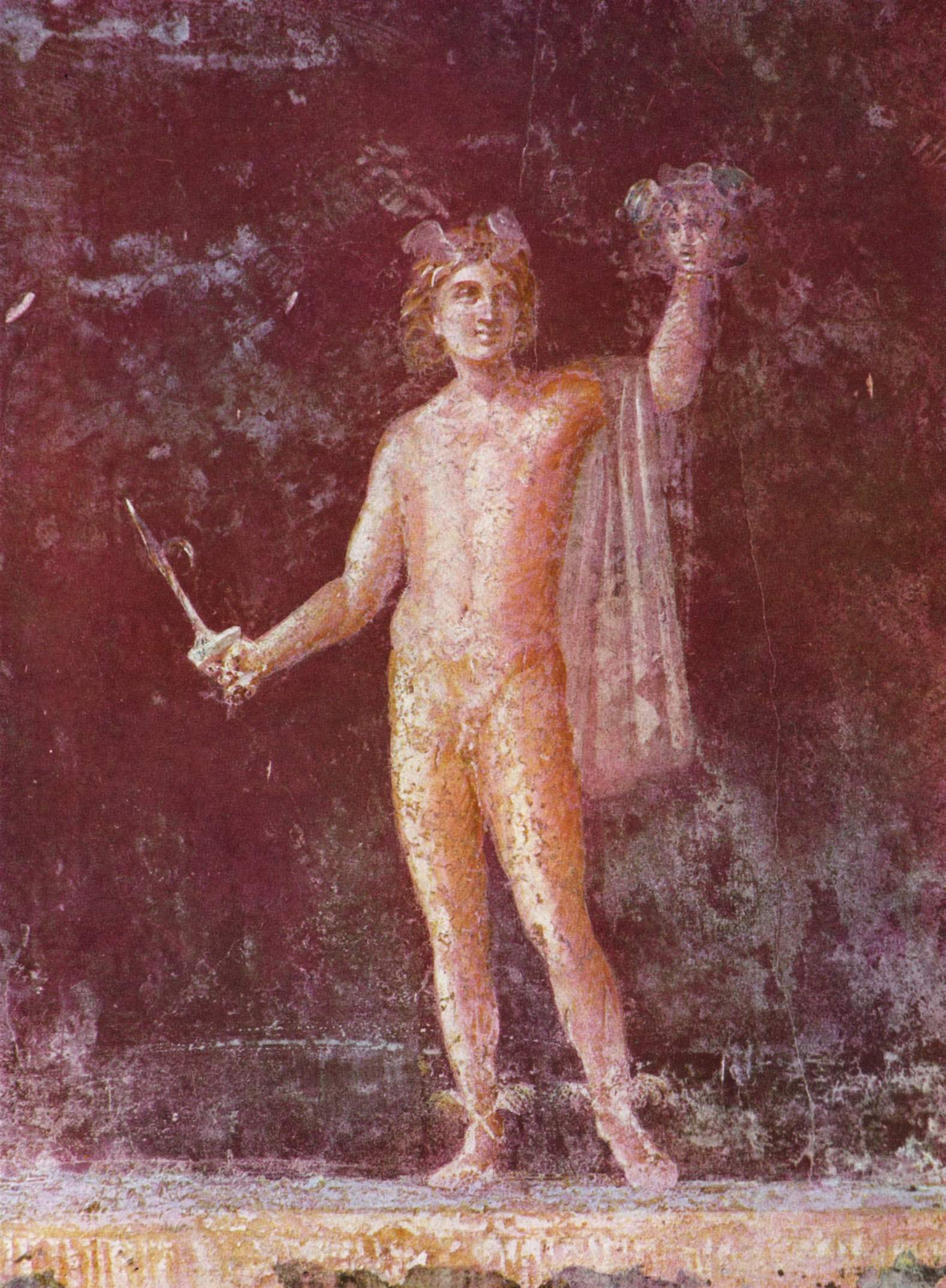
Perseus mit dem Kopf der Medusa (Wandmalerei aus Pompeji, 1. Jh. n. Chr.)

Perseus (altgriechisch Περσεύς Perseús) ist einer der berühmtesten Heroen in der griechischen Mythologie und der Sohn des Zeus und der Danaë.

## Mythos

### Die göttliche Abstammung
Akrisios, dem König von Argos, wird geweissagt, dass ihm ein Sohn seiner Tochter Danaë zum Verhängnis werden würde. Deshalb schließt er Danaë zusammen mit einer Amme in den Keller des Palastes ein und lässt diesen von blutrünstigen Hunden bewachen. Zeus befruchtet die Schlafende als Goldregen, woraufhin Perseus geboren wird. In seiner Genealogie stehende Nachkommen werden Perseiden oder Persiden genannt.

### Die Verbannung
Mit der Geburt des Perseus steht Akrisios nun verschärft vor dem Dilemma, was er mit den beiden machen soll. Zwar liebt er seine Tochter, er wird aber seinen Enkel umso mehr fürchten müssen, da sein erster Versuch, dem Schicksal zu entkommen, misslungen ist – auf für ihn unverständliche Weise. Er sperrt daher Danaë und Perseus in eine Kiste ein und setzt sie auf dem Meer aus. Zeus verhindert jedoch mit Hilfe Poseidons, dass beide umkommen.
Als Danaë und Perseus auf Seriphos, einer Insel der Kykladen, an Land gespült werden, findet sie Diktys, der Bruder des Königs Polydektes, und nimmt sie bei sich auf. Diktys wird als Fischer, in manchen Versionen des Mythos auch als Schiffer oder Hirte bezeichnet. König Polydektes beginnt Danaë nachzustellen, doch Diktys und später auch der heranwachsende Perseus wissen sie zu beschützen.

### Die Aufgabe
Deshalb versucht König Polydektes, Perseus loszuwerden, indem er von diesem verlangt, ihm das Haupt der Gorgone Medusa zu bringen, das jeden, der es sieht, zu Stein verwandelt.
Eine Version berichtet, dass Polydektes von jedem Bewohner der Insel Pferde als Abgabe zur Hochzeit der Hippodameia verlangt, wohl wissend, dass Danaë und Perseus nichts besitzen. Nach einer anderen Version lädt Polydektes Perseus zu sich an den Hof ein und fragt ihn, was denn wohl das passende Geschenk für einen König sei. Perseus antwortet, dass er ihm auch das Haupt der Medusa bringen würde, wenn er es verlange – und Polydektes nimmt ihn beim Wort. Nach wiederum einer anderen Version will Perseus seine Mutter vor den Nachstellungen des Königs bewahren. Um dies zu gewährleisten, erklärt sich Perseus bereit, ihm alles zu bringen, selbst wenn es das Haupt der Medusa sei.
Pallas Athene erscheint Perseus und übergibt ihm einen glänzenden Schild, der in der Lage ist, ein Spiegelbild zurückzuwerfen. Sie zeigt ihm damit eine Möglichkeit, der Gefahr nicht direkt ins Auge zu schauen. Außerdem müsse er die Schwestern der Medusa, die Graien, die Töchter des Phorkys, aufsuchen, um herauszufinden, wo die Gorgone sich befinde.

### Die Graien
In einer Version sitzen die Graien, drei Schwestern der Gorgonen – grauhaarig seit Geburt, deshalb auch die Gräulichen genannt – an einem See in Afrika, als Perseus sie findet. Sie teilen sich zusammen einen Zahn und ein Auge, die sie sich gegenseitig bei Bedarf überlassen. In der älteren, bei Pherekydes überlieferten Version fragt Perseus nun nach dem Aufenthaltsort der Nymphen, von denen er Flügelschuhe, einen Mantelsack (Schubsack) und eine Tarnkappe zu erhalten hofft, bekommt zunächst aber keine Auskunft. Daraufhin beginnt er, seine Wegzehrung aufzuessen, und weil die Graien auch etwas davon haben wollen, bietet er ihnen an, zwischenzeitlich Auge und Zahn zu halten. Sie willigen ein, und Perseus erpresst sie: Entweder sie sagen ihm, wo die Nymphen zu finden seien, oder alle drei bleiben blind und zahnlos. Nachdem er die Auskunft bekommen hat, gibt er ihnen beides zurück, nach anderen Erzählungen wirft er das Auge und den Zahn (in einigen Versionen nur eines) in den See, in den die Graien jetzt steigen müssen. Er erreicht die Nymphen dieser Gegend, die unter dem Gestank der Graien leiden mussten und ihm so dankbar sind, dass sie ihm die gewünschten Gegenstände schenken. Aischylos verzichtet in seiner Fassung auf den Umweg über die Nymphen. Bei ihm erhält Perseus seine Wunderwaffen von Hephaistos und er überwindet direkt die Graien als Wächterinnen der Gorgonen.

### Medusa

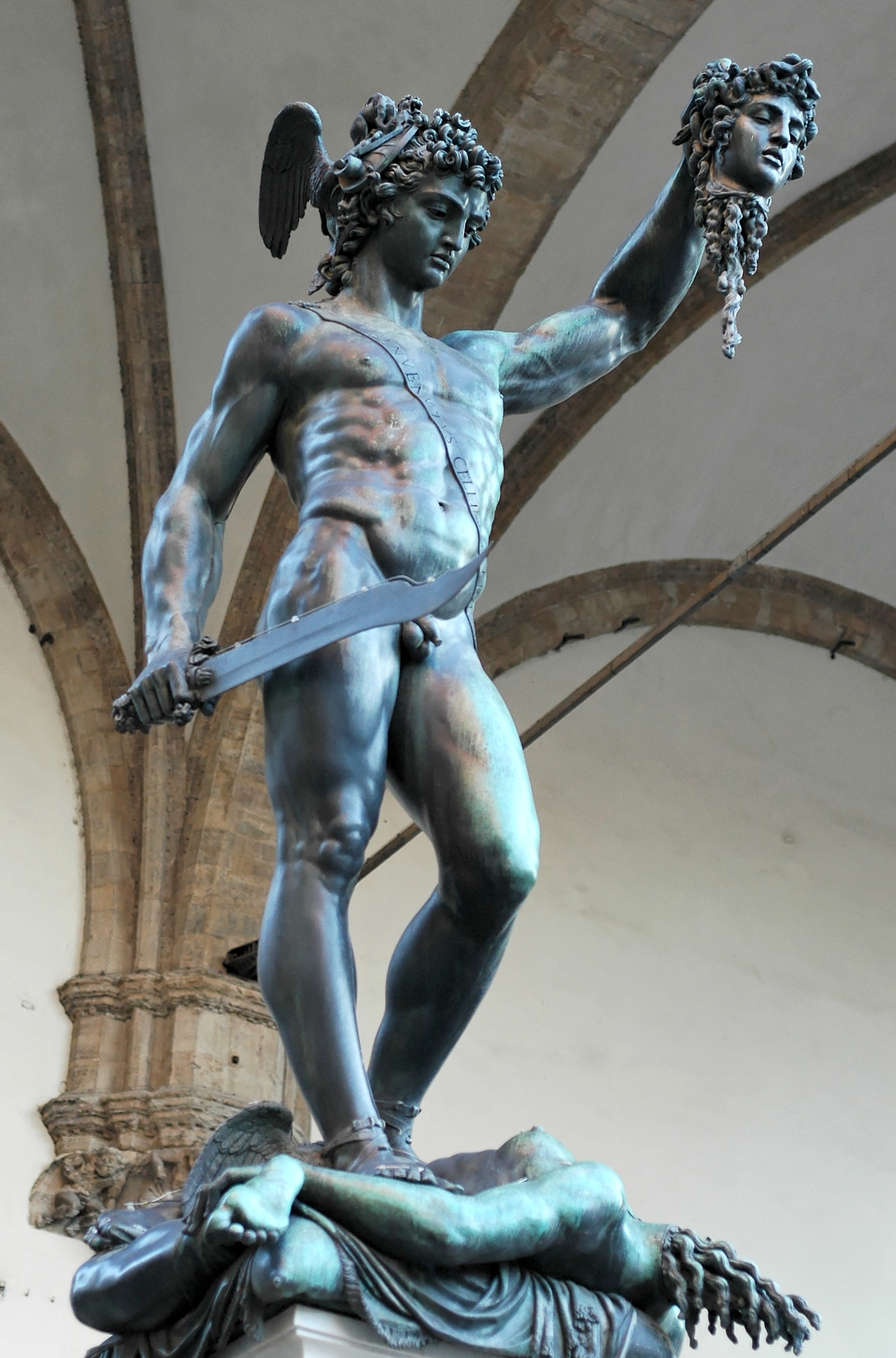
Benvenuto Cellini: Perseus mit dem Haupt der Medusa; stehend auf deren restlichen Körper. (Loggia dei Lanzi, Florenz)

Nur die dritte und jüngste der drei Gorgonen, Medusa, die ehemalige Geliebte des Poseidon und während dieser Zeit schönste, nun aber hässlichste der Schwestern, ist sterblich. Als Perseus ankommt, schlafen sie alle. Ihre Häupter haben Schlangen statt Haare, und jeder, der sie direkt ansieht, erstarrt sofort zu Stein. Er nähert sich der Medusa, indem er in den Schild der Göttin Athene schaut, schneidet ihr unter Führung Pallas Athenes den Kopf ab und fängt ihn im Mantelsack der Nymphen auf. Aus der blutenden Wunde der kopflosen Medusa entspringen Pegasos, ein geflügeltes Ross, und ein Riese namens Chrysaor, beides Geschöpfe des Poseidon.

### Atlas
Mit Hilfe der Tarnkappe und der Flugsandalen flieht er und wird von Winden und Regenwolken über viele Gegenden geschleudert. Schließlich setzt er sich im Reich des Königs Atlas nieder, um zu rasten und ihn um Obdach zu bitten. Atlas fürchtet aber um seine Besitztümer und stößt den Heroen fort. Das ergrimmt Perseus so sehr, dass er Atlas das Medusenhaupt zeigt, woraufhin dieser sofort zu dem Stein erstarrt, der heute das Atlasgebirge bildet.

### Die Geliebte
Auf dem Rückweg sieht Perseus an Äthiopiens Küste eine schöne junge Frau, die an einen Felsen gekettet ist. Sie erscheint blass und regungslos, so dass er zunächst glaubt, sie sei aus Stein gehauen. Schließlich sieht er ihr Haar wehen und eine Träne fließen.

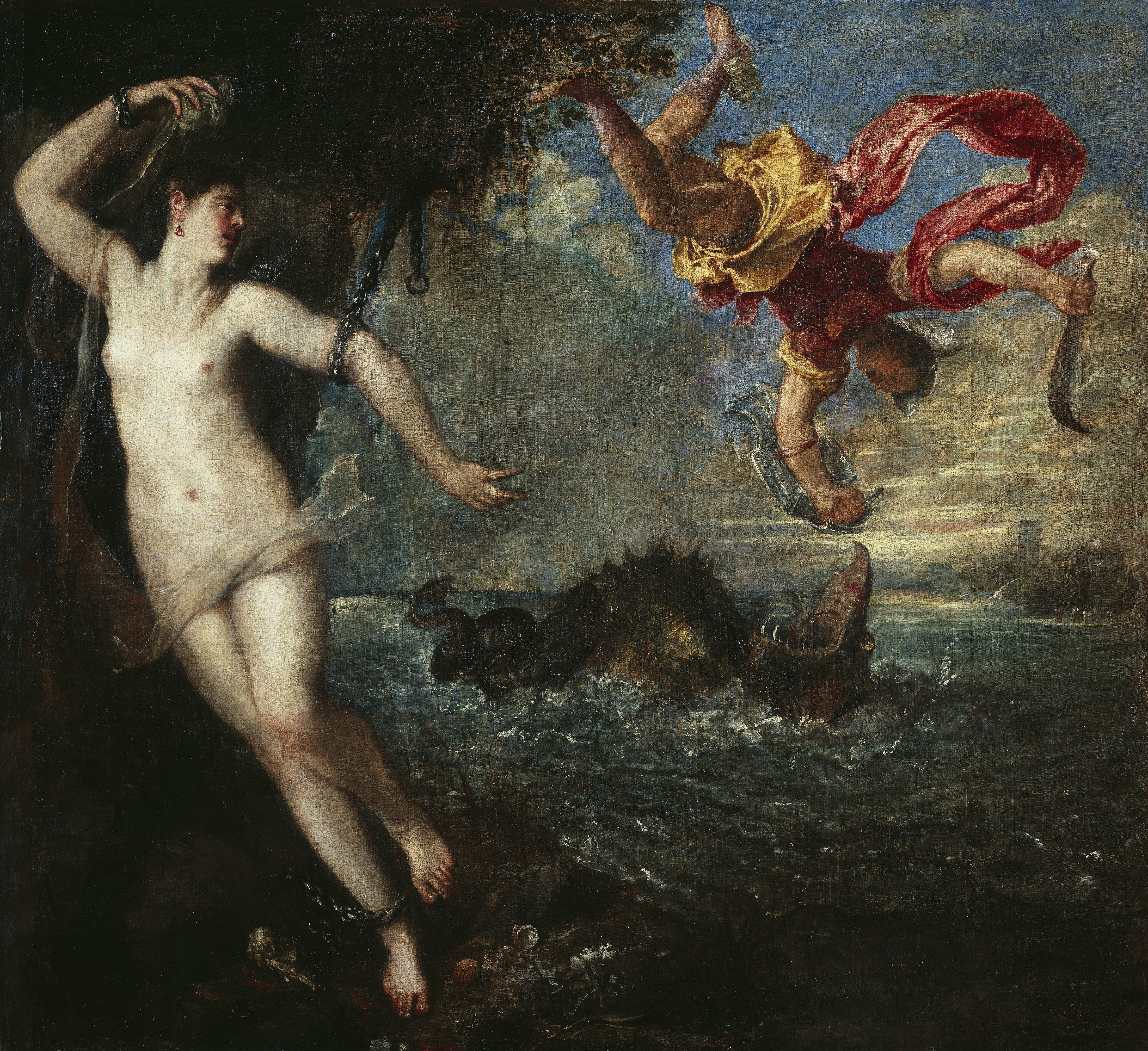
Perseus und Andromeda (Tizian)

Andromeda soll geopfert werden, weil ihre Mutter Kassiopeia damit geprahlt hat, sie sei viel schöner als die Nereiden, die schönen Meeresnymphen. Daher zürnt Poseidon und schickt das Meeresungeheuer Ketos, das die Küstengebiete mit so viel Unglück überhäuft, dass ein Seher befragt wird, was zu tun sei. Man müsse Andromeda dem Ungeheuer opfern, ist sein Spruch, und weil das Volk derselben Meinung ist, gibt ihr Vater, König Kepheus, nach.
Als das Ungeheuer auf Andromeda zuschießt, um sie zu verschlingen, und deren Eltern wehklagend herbeieilen, erbittet sich Perseus für die Rettung Andromedas deren Hand und bekommt nicht nur diese, sondern auch das ganze Königreich versprochen. Perseus gelingt es, das Ungeheuer zu töten und dadurch Andromedas Leben zu retten. Nach einer überlieferten Version zeigt Perseus dem Ungeheuer das Medusenhaupt, nach einer anderen kommt es zu einem dramatischen Kampf, in dem Perseus sein Schwert benutzt.
Während des Hochzeitsmahls taucht jedoch Phineus, der Onkel Andromedas, der schon früher um sie geworben hat, mit einer Überzahl an Bewaffneten auf, um seine Ansprüche zu erneuern. Es kommt zum Kampf. Als Perseus zu unterliegen droht, zieht er das Gorgonenhaupt, wonach alle seine Feinde zu Stein erstarren. Zuvor warnt Perseus jedoch seine Gefährten, indem er bittet, dass jeder, der noch sein Freund sei, das Gesicht von ihm abwenden solle.

### Die Heimkehr
Vor seiner Heimkehr nach Seriphos kommt Perseus’ Sohn Perses zur Welt, der bei Kepheus bleiben und das Königreich übernehmen wird. Perses soll später der Ahnherr aller persischen Könige werden. Mit seiner Gemahlin auf Seriphos angelangt, zeigt Perseus Polydektes, der seiner Mutter weiterhin nachstellt, das Medusenhaupt, da dieser nicht glauben will, dass er es tatsächlich herbeigeschafft hat.
Nach einer von Karl Kerényi zusammengefassten antiken Version ist der Eranos, die Versammlung der Seriphier, noch nicht beendet, als Perseus zurückkehrt und seine Aufgabe als vollendet schildert. Niemand glaubt ihm und Perseus zeigt das Medusenhaupt. Deshalb soll Seriphos heute zu den felsigsten Inseln Griechenlands gehören. Die Herrschaft über die Insel übergibt er Diktys.
Auf dem Weg in die „Heimat“ Argos macht Perseus im pelasgischen Larisa Halt, wo gerade Wettkämpfe stattfinden. Bei einem Wurf mit dem Diskus trifft er seinen Großvater – der eben dorthin geflohen war, um seinem Enkel zu entgehen – unglücklich und unbeabsichtigt, so dass sich der Orakelspruch erfüllt. In tiefer Trauer begräbt Perseus seinen Großvater. Alle erhaltenen magischen Gegenstände gibt er wieder zurück, das Medusenhaupt erhält Pallas Athene. Nach Pausanias wird der Kopf der Gorgone nahe dem Markt von Argos in einem Hügelgrab vergraben. Die nun ererbte Herrschaft über Argos tauscht er wegen der Tötung des Akrisios mit Megapenthes gegen Tiryns und gründet von dort aus Midea und Mykene.

### Die Nachkommen
Perseus ist ein langes und glückliches Leben zusammen mit Andromeda vergönnt. Beide haben viele Kinder, neben Perses den Alkaios, Sthenelos, Heleios, Mestor, Kynouros und Elektryon sowie die Tochter Gorgophone. Darüber hinaus sind sie die Großeltern der Alkmene, des Eurystheus und des Amphitryon sowie Vorfahren des Teleboerkönigs Pterelaos sowie des Herakles. Nach ihrem Tod werden beide zusammen mit Kepheus, Kassiopeia und dem Walfisch Cetus als leuchtendes Beispiel als Sternbilder in den Himmel erhoben.

### Sonstiges
Pausanias berichtet, dass Dionysos, mit einer Schar Frauen vom Meer (Aliai = Meerfrauen) her kommend, Argos bekriegte. Perseus kann sie abwehren, wobei viele der Frauen sterben. Schließlich versöhnen sich Dionysos und Perseus.

## Verfilmungen
Perseus wurde in Filmen und TV-Serien von den folgenden Schauspielern verkörpert:
- Richard Harrison, in: Perseus – der Unbesiegbare, Spielfilm, Italien, Spanien, 90 Min, 1963. Regie: Alberto De Martino
- Harry Hamlin, in: Kampf der Titanen, Spielfilm, USA, England, 118 Min., 1981. Regie: Desmond Davis
- Sam Worthington, in: Kampf der Titanen, Spielfilm, USA, 102 Min., 2010. Regie: Louis Leterrier; sowie in: Zorn der Titanen, Spielfilm, USA, Spanien, 99 Min., 2012. Regie: Jonathan Liebesman